# 柴田国明
柴田 国明（しばた くにあき、1947年3月29日 - ）は、日本の元プロボクサー。茨城県日立市出身。身長163cm。ヨネクラボクシングジム所属。元WBC世界フェザー級王者。元WBA・WBC世界スーパーフェザー級王者。元リングマガジン世界フェザー級・スーパーフェザー級王者。世界2階級制覇王者。

## 人物
名門ヨネクラボクシングジムが生んだ初の世界王者。敵地メキシコで「赤き鷹」と呼ばれた王者ビセンテ・サルディバルから王座を奪取するなど、2階級に渡って3度世界王座を奪取したうち、2度が日本国外での王座獲得であった。
その才能は青木勝利、海老原博幸らと並んで日本プロボクシング史上屈指と評され、実力・実績に対する評価も極めて高い。WBC世界ライト級王者ガッツ石松など、好選手が多く在籍していたヨネクラジム最盛期にあっても、ジムのエースとして君臨した。
引退後はトレーナーとしてジムに残る。

## ボクシングスタイル
身長163cmの小柄な体でスピーディでリズミカルなボクシングを展開した。パンチを当てるのがうまく、ガードの空いたところに、マシンガンのように連打を打ち込んだ。一方で打たれ弱くカウンター一発でKO負けすることも多かった。6敗の内5敗がKO負けである。「日本人には困難」と言われたスナップの効いたパンチを打つことができた。そこからついた異名が「天才パンチャー」「かめ割り柴田」。

## エピソード
トレーナーはエディ・タウンゼント。松永喜久が著作（『リングサイド・マザー』）で書いた内容だが、防衛戦のために柴田が伊豆にキャンプを張った際に新聞記者達も同行する。
夜になると退屈な記者達は当時ガッツ石松が地元で開いていた飲み屋に遊びに行ってしまう。地味な柴田よりは、社交的で面白く記事のネタをくれて気前のいいガッツと遊んでいた方がメリットがあるという判断からであった。翌日、エディは「あの人たちは柴田の取材に来たのに、なぜ遊びに行ってしまうの」と激怒したとされる。自分のことでは怒らなかったエディが珍しく怒った事件とされる。
柴田は前述の通り、メキシコでの世界初挑戦試合でビセンテ・サルディバルに黒星をつけたボクサーである。それ故にメキシコのボクシングファンに強烈な印象を与えたようで、メキシコのボクサー：ホセ・シバタ・フローレス（元WBA世界スーパーウェルター級1位）は父親が柴田にあやかり、ミドルネームに『シバタ』と名づけたことが知られる。
柴田は、2019年3月13日に佐藤昇主催の報道関係者交流懇親会でゲスト講師として講演した際、プロボクシング戦績56戦の中での運命の一戦として、1970年にメキシコでフェザー級世界王座を獲得したビセンテ・サルディバル戦や、1973年にハワイでスーパーフェザー級世界王座を獲得したベン・ビラフロア戦ではなく、1966年のノンタイトル戦の青木勝利戦を挙げて、その試合開始直前のリング上での米倉健司会長との写真を掲げた。この青木勝利選手は、1962年に師匠の米倉健司会長から東洋バンタム級王座を奪取して、米倉健司会長に現役引退をさせた宿敵だ。青木勝利選手の強さを知る米倉健司会長は「柴田、絶対守るな、常に攻め続けろ」と指示を出し、柴田は果敢に攻め続けてKO勝利を収めて、米倉健司会長の讐を雪いだ形となった。この一戦で、米倉健司会長との師弟の絆や自身の中でのボクシングへの想いが深まり、そしてより濃く変化したことが、その後の2度の日本国外での王座獲得による二階級制覇につながったと語っている。

## 主な戦績
- 1965年3月6日、飯塚征一戦 1ラウンドKO勝ち（デビュー戦）
- 1966年1月31日、徳留正親戦 5ラウンドKO勝ち（全日本スーパーバンタム級新人王）
- 1969年1月15日、ハーバート康戦 6ラウンドKO負け（東洋フェザー級タイトル挑戦）
- 1970年4月15日、桜井保男戦 10ラウンドKO勝ち（日本フェザー級タイトル獲得）
- 1970年12月11日、ビセンテ・サルディバル戦 13ラウンドTKO勝ち（WBC世界フェザー級タイトル獲得）
- 1971年6月3日、ラウル・クルス戦 1ラウンドKO（3分5秒）勝ち（WBC世界フェザー級タイトル初防衛）
- 1971年11月11日、エルネスト・マルセル戦 15ラウンド引分（WBC世界フェザー級タイトル2度目防衛）
- 1972年5月19日、クレメンテ・サンチェス戦 3ラウンドKO負け（WBC世界フェザー級タイトル陥落）
- 1973年3月12日、ベン・ビラフロア戦 15ラウンド判定勝ち（WBA世界スーパーフェザー級タイトル獲得）
- 1973年6月19日、ビクター・エチュガレー戦 15ラウンド判定勝ち（WBA世界スーパーフェザー級タイトル初防衛）
- 1973年10月17日、ベン・ビラフロア戦 1ラウンドKO負け（WBA世界スーパーフェザー級タイトル陥落）
- 1974年2月28日、リカルド・アルレドンド戦 15ラウンド判定勝ち（WBC世界スーパーフェザー級タイトル獲得）
- 1974年6月27日、アントニオ・アマヤ戦 15ラウンド判定勝ち（WBC世界スーパーフェザー級タイトル初防衛）
- 1974年10月3日、ラミロ・ボラノス戦 15ラウンドKO勝ち（WBC世界スーパーフェザー級タイトル2度目防衛）
- 1975年3月27日、オールド・マクルフィー戦 15ラウンド判定勝ち（WBC世界スーパーフェザー級タイトル3度目防衛）
- 1975年7月5日、アルフレド・エスカレラ戦 2ラウンドKO負け（WBC世界スーパーフェザー級タイトル陥落）
- 1977年11月29日、アル・エスピノサ戦 10ラウンド判定勝ち（最後の試合）

通算戦績56戦47勝(25KO)6敗3分。世界戦では12戦8勝(3KO)3敗1分。

## 獲得タイトル
- 第15代日本フェザー級王座（防衛0＝返上）
- WBC世界フェザー級王座（防衛2）
- WBA世界スーパーフェザー級王座（防衛1）
- WBC世界スーパーフェザー級王座（防衛3）
- リングマガジン世界フェザー級王座
- リングマガジン世界スーパーフェザー級王座